# Tháné
Tháné (maráthsky ठाणे, dříve anglicky Thana) je město v indickém svazovém státě Maháráštra. Je součástí metropolitní oblasti kolem Bombaje, hlavního města Maháráštry. K roku 2018 žilo v samotném Tháné přes 1,8 miliónu obyvatel a jednalo se o hlavní město svého okresu.

## Poloha a doprava
Tháné leží severovýchodně od centra Bombaje na ostrově Salsette. S Bombají jej spojuje železnice i dálnice: Vedou přes něj železniční trať Bombaj – Kalkata a železniční trať Bombaj – Čennaí a také dálnice NH48, která vede ze severu z Dillí přes Džajpur, Udajpur, Vadodará, Tháné, Bombaj a dále na jihovýchod přes Puné a Bengalúru do Čennaí.
V Tháné by také měla být stanice plánované vysokorychlostní trati Bombaj – Ahmadábád.

## Dějiny
V roce 1853 projel 16. dubna mezi Bombají a Thane první vlak.